# Сивков, Константин Валентинович
Константин Валентинович Сивков (род. 2 июня 1954; Краснодар) — российский военный эксперт, учёный, геополитик, военный политолог и стратег, доктор военных наук (1996), председатель союза геополитиков, обозреватель журнала «Военно-промышленный курьер», капитан 1 ранга в отставке, член-корреспондент Российской академии ракетных и артиллерийских наук, действительный член Академии военных наук, член-корреспондент Международной академии информатизации, член президиума и заместитель президента Российской академии ракетных и артиллерийских наук по связям с общественностью и информационной политике.

## Биография
Родился 2 июня 1954 года.
В 1976 году окончил Высшее военно-морское училище радиоэлектроники им. А. С. Попова.
С 1976 по 1985 год служил в ВМФ СССР.
После окончания в 1987 году командного факультета Военно-морской академии им. А. А. Гречко преподавал на кафедре «Управление силами ВМФ».
В 1992 году окончил основной курс Военной академии Генерального штаба ВС РФ.
С 1995 по 2007 год проходил службу в Центре военно-стратегических исследований Генерального штаба ВС РФ.
В 2007 году работал в научно-исследовательском центре Московского городского университета управления.
С 2012 года занялся журналистикой, обозреватель еженедельника «Военно-промышленный курьер».
С 2013 по 2015 год был президентом Академии геополитических проблем.

### Научная деятельность
Научную деятельность начал в 1987 году.
Уделяет внимание развитию методологии системного исследования процессов вооруженной борьбы и методов оценки, исследованиям в сфере региональной и глобальной безопасности, характеру современных вооружённых конфликтов и войн, содержанию современных вооружённых конфликтов, направленности военного строительства и развитию вооружённых сил.
С 1999 года исследует геополитические проблемы, роль и место в них России, пути, методы, способы и формы геополитической деятельности.
Уделяет исследованию влияния духовных факторов на развитие государств и обеспечение их безопасности, этой проблематике были посвящены две монографии — «Духовная борьба» и «Духовный кризис».
Ведёт активную научно-публицистическую деятельность.
Занял второе место на Международном конкурсе журналистского мастерства «Слава России» в номинации «Морская слава России».
Опубликовал четыре монографии и около 200 статей.

## Телевидение и интернет
Принимает участие в политических ток-шоу «Место встречи» на НТВ, Вечер с Владимиром Соловьёвым, 60 минут, «Время покажет» с Артёмом Шейниным.
Также принимает участие на ютуб-каналах: Информационное агентство «Аврора», «Рой ТВ» (Максим Калашников), дискутировал с Игорем Стрелковым, «День ТВ», ютуб-канал Андрея Караулова.